# Ураний Антонин
Луций Юлий Аврелий Сулпиций Север Ураний Антонин е римски узурпатор, който може би управлява в Сирия най-вероятно около 253 – 2 или 254 г., но точните обстоятелства около неговата роля и положение са неизвестни.
Ако се съди по издаваните от негово име монети, би могло да се предполага, че най-вероятно става въпрос за Sampsiceramus, наследник на династия от жреци и върховен жрец на соларното божество Елагабал в сирийския град Емеса, дн. Хомс.
Според историята на Зосим Ураний Антонин е узурпатор по времето на Елагабал през 217 – 8 г. или при Александър Север в 235 година. Според датировката на неговите монети е прието бунтът му да се отнася към 249 – 251 г. или 252 – 254 г., когато се обявява за владетел, след като защитава града от сасанидските перси. Има предположения за негови връзки с Оденат от Палмира. Остава мистерия какво се случва с него след близо година монетосечене.